# Museo de la platería en Sterckshof
El Museo de la platería en Sterckshof(en neerlandés: Zilvermuseum Sterckshof Provincie Antwerpen) es un museo belga ubicado en el castillo Sterckshof en Deurne (Amberes).

## Edificio
El museo está albergado una gran morada señorial construida en estilo renacimiento neoflamenco y finalizada en 1938. Entre 2007 y 2015 el estudio de Christine Conix asociado a Steenmeijer Architecten se encarga de la remodelación y el diseño interior del museo adecuándolo a normas de seguridad y confort además de las propias expositivas.

## Colección
La colección, que cubre un periodo que va del siglo XVI a nuestros días, está presentada de manera temática y tratando otros asuntos como la técnica, las herramientas, los estilos y la utilización de los objetos en su contexto histórico.
El museo goza de un reconocimiento nacional como centro de investigación y de promoción de la platería. El museo presenta un cuadro de la historia de la platería en Bélgica a través de sus exposiciones temáticas y sus publicaciones. 
El museo juega también un rol activo en materia de creación contemporánea de platería. Con sus exposiciones, sus adquisiciones y sus talleres, el museo estimula la creatividad y la producción de los plateros contemporáneos.
De las exposiciones temáticas están organizadas que conectan el pasado al presente, así la continuidad está establecida con artistas como Godefroy de Huy, Hugo de Oignies, Jean Jacobs, Jean de Lens, Philippe van Dievoet, Balthazar-Philippe Vandive, Jacques Roettiers o Joseph Germain Dutalis y sus continuadores contemporáneos.
Desde 2013 la conservadora es Sandra Janssens, asociada previamente al Museo de Brujas y que reemplazó al director en funciones Wim Nys.
Tiene vínculos en la Región Valona con el Museo de la Platería de la Comunidad Francesa, en el castillo de Seneffe.

## Reconocimientos
En 2007 el Museo fue el primer museo en obtener el «Premio a la Historia del Arte» en la Feria de Arte y Antigüedades de Bolduque.